# Петренко, Виктор Васильевич
Ви́ктор Васи́льевич Петре́нко (укр. Віктор Васильович Петренко; род. 27 июня 1969, Одесса) — советский и украинский фигурист, выступавший в одиночном катании. Олимпийский чемпион 1992 года, чемпион мира (1992), трёхкратный чемпион Европы (1990, 1991, 1994), чемпион мира среди юниоров (1984).
Заслуженный мастер спорта СССР (1992), тренер по фигурному катанию. Вице-президент Украинской федерации фигурного катания.

## Карьера

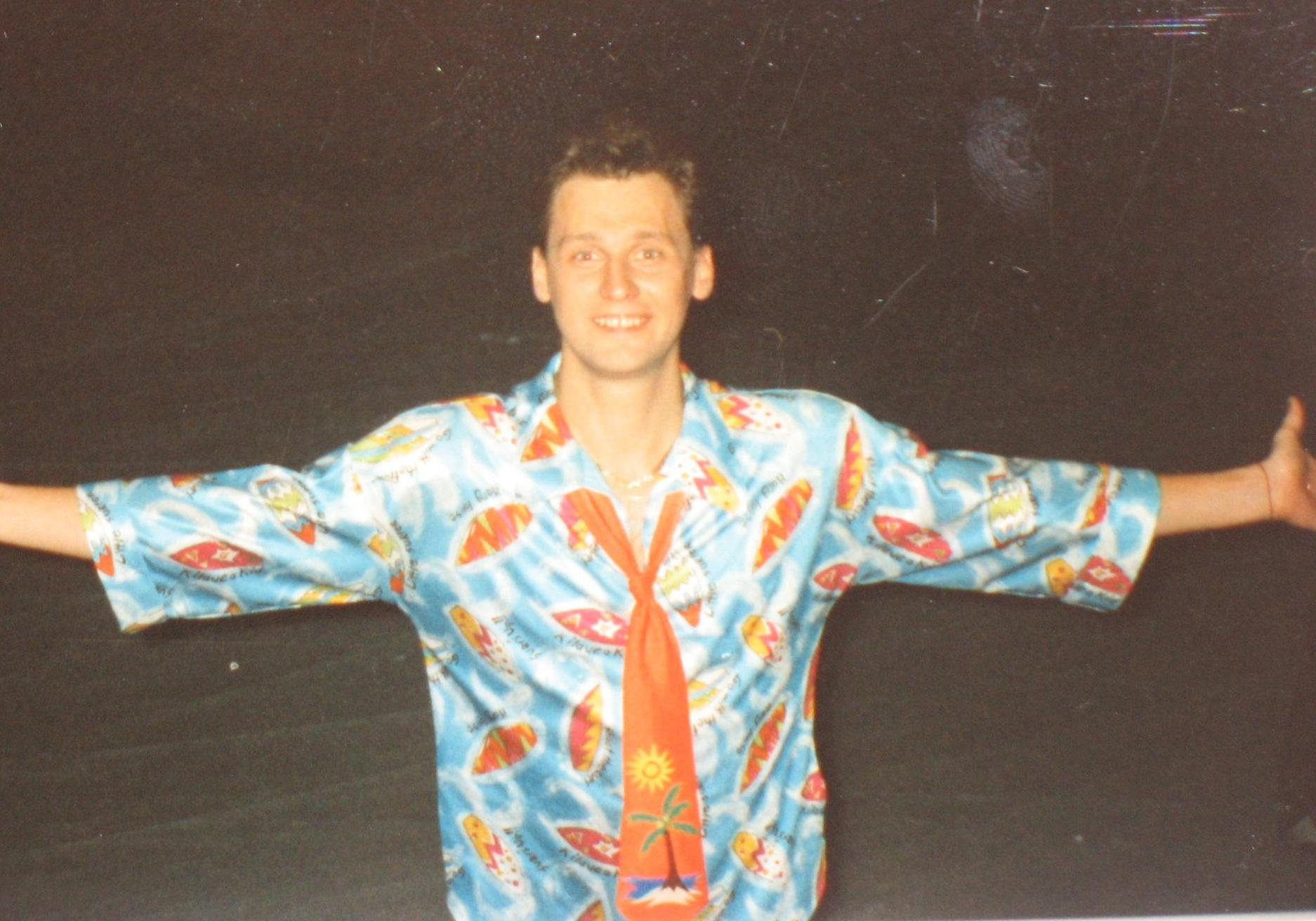

Фигурным катанием Петренко начал заниматься с пяти лет, когда врач посоветовал его родителям отдать ребёнка в спорт. Когда ему исполнилось 10 лет, его заметила Галина Змиевская, она его и тренировала до тех пор, пока он не покинул большой спорт.
Закончил факультет физического воспитания Одесского государственного педагогического института имени К. Д. Ушинского.
В 1983 спортсмен стал чемпионом СССР среди юниоров. 7 января 1986 года занимает 2-е место на взрослом чемпионате СССР и попадает в сборную страны. Змиевская развивала присущий советской школе художественно-атлетический стиль, строгий, образцово-классический (все произвольные программы ставились только на классические произведения), с необычайно отточенными движениями (за что судьи многократно выставляли максимальные оценки 6,0 за артистизм), добиваясь высочайшего качества технических элементов (особенно у него выделялся ключевой в те годы для мужчин-одиночников тройной аксель, с огромным пролётом, высотой и эффектным приземлением, Петренко исполнял его дважды в произвольной программе).
Дебютант занимает 5-е место на чемпионате мира 1986 года. На Олимпийских играх 1988 года Петренко неожиданно оказался бронзовым призёром из-за неудач Александра Фадеева. В 1990, 1991 и 1994 годах он завоевывал титул чемпиона Европы по фигурному катанию, в 1992 году — чемпиона мира. Пиком карьеры Петренко можно назвать победу на Олимпийских играх 1992 года в Альбервиле, где он опередил Пола Уайли и Петра Барну.
После победы в Альбервиле Петренко перешёл в разряд профессионалов, но вернулся в любительский спорт, чтобы участвовать в Олимпийских играх 1994 в Лиллехаммере. Однако в этот раз Петренко занял лишь четвёртое место, крайне неудачно выступив в короткой программе, заняв лишь 9-е место, упростив произвольную программу (тем не менее судьи поставили оценки вплоть до 6,0).
В 1980-е годы на чемпионатах СССР и на чемпионате мира 1988 года (10 место) выступал и его брат — Владимир Петренко.
В 1992 году Петренко женился на Нине Мельник, дочери Галины Змиевской. У него есть дочь Виктория (1997). В данный момент семья проживает в Нью-Йорке.
В 2000-е годы — технический контролер ИСУ. На Олимпийских играх 2006 года в Турине выступал в качестве помощника тех. контролера при судействе соревнований мужчин-одиночников.
Тренировал совместно с Галиной Змиевской американского фигуриста Джонни Вейра.
С 1995 года живёт в США. Принимает участие в ледовых шоу.
В июле 2022 года, во время вторжения России в Украину, участвовал в российском ледовом шоу «Аленький цветочек», организованном Татьяной Навкой, супругой представителя Кремля Дмитрия Пескова. Вследствие чего Петренко был исключён из Украинской федерации фигурного катания, а также были приостановлены его полномочия в качестве вице-президента Украинской федерации фигурного катания. В августе того же года президент Владимир Зеленский лишил спортсмена президентской стипендии.

## Спортивные достижения

### После 1983 года
| Соревнования                     | 1984 | 1985 | 1986 | 1987 | 1988 | 1989 | 1990 | 1991 | 1992 | 1993 | 1994 |
| -------------------------------- | ---- | ---- | ---- | ---- | ---- | ---- | ---- | ---- | ---- | ---- | ---- |
| Зимние Олимпийские игры          |      |      |      |      | 3    |      |      |      | 1    |      | 4    |
| Чемпионаты мира                  |      | 9    | 5    | 6    | 3    | 6    | 2    | 2    | 1    |      |      |
| Чемпионаты Европы                |      | 6    | 4    | 3    | 3    |      | 1    | 1    | 2    |      | 1    |
| Чемпионаты мира среди юниоров    | 1    |      |      |      |      |      |      |      |      |      |      |
| Чемпионаты Украины               |      |      |      |      |      |      |      |      |      |      | 1    |
| Чемпионаты СССР                  | 3    |      | 2    | 2    | 2    |      | 2    | 1    | 3    |      |      |
| Этапы Гран-при: Skate America    |      | 3    | 2    |      |      | 2    | 1    |      |      | 1    |      |
| Этапы Гран-при: Skate Canada     |      |      |      | 3    | 2    |      |      |      |      |      |      |
| Nations Cup                      |      |      |      |      |      | 2    |      |      |      | 1    |      |
| Этапы Гран-при: NHK Trophy       |      | 3    |      |      |      | 1    | 1    |      |      |      |      |
| Приз газеты «Московские новости» |      | 3    |      |      |      |      |      |      |      |      |      |

### До 1984 года
| Соревнования/Сезон            | 1981—1982 |
| ----------------------------- | --------- |
| Чемпионаты мира среди юниоров | 10        |